# Tajay Gayle
Tajay Gayle (* 2. srpna 1996) je jamajský sportovec, atlet, který se specializuje na skok daleký, mistr světa z roku 2019.

## Sportovní kariéra
Osmimetrovou hranici překonal poprvé v roce 2017. V následující sezóně si vylepšil osobní rekord na 824 cm. Jeho největším úspěchem se stal titul mistra světa v této disciplíně v roce 2019 v Dauhá. Při vítězství dosáhl zlepšení na 869 cm.